# Coppa del Presidente dell'AFC 2012
La Coppa del Presidente dell'AFC 2012 è stata l'ottava edizione della manifestazione. Questa è la competizione destinata alle "nazioni emergenti" della Asian Football Confederation. All'edizione 2012 sono state ammesse squadre di 12 paesi membri dell'AFC ma solo 10 hanno effettivamente disputato la manifestazione a causa dell'esclusione di 2 dei club partecipanti.

## Squadre partecipanti
I club appartenenti alla federazione calcistica della Mongolia partecipano alla manifestazione per la prima volta.
| Nazione       | Squadra                 | Qualificazione                                       | Partecipazione |
| ------------- | ----------------------- | ---------------------------------------------------- | -------------- |
| Bangladesh    | Sheikh Jamal            | Campionato Bangladesh League 2010–11                 | 1ª             |
| Bhutan        | Yeedzin                 | Campione A-Division 2010                             | 3ª             |
| Cambogia      | Phnom Penh Crown        | Campione C-League 2011                               | 4ª             |
| Taipei cinese | Taiwan Power Company    | Campione Intercity Football League 2011              | 5ª             |
| Kirghizistan  | Dordoi-Dynamo           | Campione Kyrgyzstan League 2011                      | 7ª             |
| Mongolia      | Erchim                  | Vincente Mongolia Super Cup 2011                     | 1ª             |
| Nepal         | Nepal Police Club       | Campione Martyr's Memorial A-Division League 2011–12 | 5ª             |
| Pakistan      | KRL                     | Campione Pakistan Premier League 2011                | 2ª             |
| Palestina     | Markaz Shabab Al-Am'ari | Campione West Bank Premier League 2010–11            | 1ª             |
| Sri Lanka     | Ratnam                  | Campione Kit Premier League 2011–12                  | 4ª             |
| Tagikistan    | Istiklol                | Campione Tajik League 2011                           | 2ª             |
| Turkmenistan  | Balkan                  | Campione Ýokary Liga 2011                            | 2ª             |

### Esclusioni
- La squadra bengalese del Sheikh Jamal si è ritirata dalla manifestazione prima dell'inizio, i dirigenti del club si sono rifiutati di giocare in Pakistan per motivi di sicurezza[2][3].
- Il Ratnam, inserito nel Gruppo C, si è ritirato dal torneo, le motivazioni della decisione non sono state rese note dall'AFC[2].

## Fase a gruppi
Il sorteggio per la fase a gruppi della manifestazione si è svolto il giorno 6 marzo 2012 alle ore 15:00 (UTC+8) presso la AFC House di Kuala Lumpur. Le partite della fase a gruppi dovevano disputarsi tra il 5 e il 12 maggio 2012.

### Gruppo A
| Squadra              | PG | V | N | P | GF | GS | DR | Pt. |
| -------------------- | -- | - | - | - | -- | -- | -- | --- |
| Taiwan Power Company | 2  | 1 | 1 | 0 | 1  | 0  | +1 | 4   |
| KRL                  | 2  | 0 | 2 | 0 | 0  | 0  | 0  | 2   |
| Erchim               | 2  | 0 | 1 | 1 | 0  | 1  | -1 | 1   |
| Sheikh Jamal         | -  | - | - | - | -  | -  | -  | -   |

| Lahore 8 maggio 2012, ore 15:30 | KRL     | 0 – 0 referto | Erchim | Punjab Stadium (500 spett.)\| Arbitro: \| Wang Di \| |
| Arbitro:                        | Wang Di |               |        |                                                      |

| Lahore 10 maggio 2012, ore 19:30 | Erchim              | 0 – 1 | Taiwan Power Company | Punjab Stadium\| Arbitro: \| Gamini Nivon Robesh \| |
| Arbitro:                         | Gamini Nivon Robesh |       |                      |                                                     |

| Lahore 12 maggio 2012, ore 15:00 | KRL              | 0 – 0 referto | Taiwan Power Company | Punjab Stadium (500 spett.)\| Arbitro: \| Masoud Tufaylieh \| |
| Arbitro:                         | Masoud Tufaylieh |               |                      |                                                               |

### Gruppo B
| Squadra           | PG | V | N | P | GF | GS | DR  | Pt. |
| ----------------- | -- | - | - | - | -- | -- | --- | --- |
| Dordoi-Dynamo     | 3  | 3 | 0 | 0 | 17 | 3  | +14 | 9   |
| Phnom Penh Crown  | 3  | 2 | 0 | 1 | 9  | 1  | +8  | 6   |
| Nepal Police Club | 3  | 1 | 0 | 2 | 5  | 6  | -1  | 3   |
| Yeedzin           | 3  | 0 | 0 | 3 | 2  | 23 | -21 | 0   |

| Arbitro: | Iida Jumpei |

|                                                                                 |           |  |
| Sokumpheak 20’ Borey 26’ 41’ 66’ Sothy 54’ Suhana 61’ S. Pheng 76’ H. Pheng 85’ | Marcatori |  |

| Arbitro: | Fahad Adwan M Almirdasi |

|                                              |           |                            |
| Murzaev 3’ 14’ 63’ Sharipov 12’ Baimatov 70’ | Marcatori | 45+1’ (rig.) Parbat Pandey |

| Arbitro: | Nagor Amir Noor Mohamed |

|                            |           |                                                                                              |
| Chencho 40’ Tshering 90+2’ | Marcatori | 18’ 27’ 62’ 81’ 87’ Murzaev 39’ Askarov 45’ Tetteh 59’ Maka Kum 64’ 70’ Dan 90+1’ Bekbolotov |

| Arbitro: | Khamis Mohammed Al Marri |

|  |           |           |
|  | Marcatori | 21’ Borey |

| Arbitro: | Iida Jumpei |

|                                                  |           |  |
| Bhola Silwal 2’ 71’ Yogesh 37’ Parbat Pandey 49’ | Marcatori |  |

| Arbitro: | Sukhbir Singh |

|  |           |              |
|  | Marcatori | 90’ Baimatov |

### Gruppo C
| Squadra                 | PG | V | N | P | GF | GS | DR | Pt. |
| ----------------------- | -- | - | - | - | -- | -- | -- | --- |
| Istiklol                | 2  | 2 | 0 | 0 | 3  | 1  | +2 | 6   |
| Markaz Shabab Al-Am'ari | 2  | 1 | 0 | 1 | 2  | 2  | 0  | 3   |
| Balkan                  | 2  | 0 | 0 | 2 | 2  | 4  | -2 | 0   |
| Ratnam                  | -  | - | - | - | -  | -  | -  | -   |

| Arbitro: | Khurram Shahzad |

|              |           |                           |
| Gahryman 32’ | Marcatori | 59’ Kaware 90+2’ Keshkesh |

| Arbitro: | Ning Ma |

|  |           |             |
|  | Marcatori | 75’ Ėrgašev |

| Arbitro: | Yudai Yamamoto |

|                       |           |             |
| Rabiev 41’ Vasiev 79’ | Marcatori | 66’ Diwanov |

## Fase Finale

### Gruppo A
| Squadra          | PG | V | N | P | GF | GS | DR  | Pt. |
| ---------------- | -- | - | - | - | -- | -- | --- | --- |
| Istiklol         | 2  | 2 | 0 | 0 | 8  | 0  | +8  | 6   |
| Dordoi-Dynamo    | 2  | 1 | 0 | 1 | 8  | 2  | +6  | 3   |
| Phnom Penh Crown | 2  | 0 | 0 | 2 | 0  | 14 | −14 | 0   |

| Arbitro: | Jumpei Iida |

|  |           |                         |
|  | Marcatori | 38’ Ėrgašev 58’ Sodikov |

| Arbitro: | Fahad Al-Mirdasi |

|  |           |                                                                             |
|  | Marcatori | 5’, 72’, 90’ Baymatov 8’ Tetteh 58’ Kichin 63’ Dan 75’ Shamshiev 83’ Sataev |

| Arbitro: | Khamis Al Marri |

|                                                                        |           |  |
| Vasiev 26’ Tokhirov 47’ Sharipov 52’ Rabimov 58’, 90+1’ Fatkhuloev 76’ | Marcatori |  |

### Gruppo B
| Squadra                 | PG | V | N | P | GF | GS | DR | Pt. |
| ----------------------- | -- | - | - | - | -- | -- | -- | --- |
| Markaz Shabab Al-Am'ari | 2  | 1 | 1 | 0 | 6  | 2  | +4 | 4   |
| Taiwan Power Company    | 2  | 1 | 1 | 0 | 4  | 2  | +2 | 4   |
| KRL                     | 2  | 0 | 0 | 2 | 2  | 8  | −6 | 0   |

| Arbitro: | Nivon Robesh |

|                 |           |              |
| Chen Yi-wei 87’ | Marcatori | 62’ Keshkesh |

| Arbitro: | Masoud Tufaylieh |

|          |           |                                           |
| Adil 88’ | Marcatori | 55’, 58’ Ho Ming-tsan 90+4’ Huang Kai-jun |

| Arbitro: | Jumpei Iida |

|                                              |           |                |
| Jamhour 41’, 61’ Obeid 54’, 56’ Aliwisat 70’ | Marcatori | 40’ Saad Ullah |

### Finale
| Arbitro: | Fahad Al-Mirdasi |

|              |           |                        |
| Keshkesh 21’ | Marcatori | 69’ Ėrgašev 78’ Vasiev |

## Classifica marcatori
| Gol | Rigori |  | Giocatore         | Squadra                 |
| --- | ------ |  | ----------------- | ----------------------- |
| 8   |        |  | Mirlan Murzaev    | Dordoi-Dynamo           |
| 5   |        |  | Azamat Baimatov   | Dordoi-Dynamo           |
| 4   |        |  | Khim Borey        | Phnom Penh Crown        |
| 3   |        |  | Dan               | Dordoi-Dynamo           |
| 3   |        |  | Davronçon Ėrgašev | Istiklol                |
| 3   |        |  | Dilshod Vasiev    | Istiklol                |
| 3   |        |  | Ahmed Keshkesh    | Markaz Shabab Al-Am'ari |